# Сираково (Хасковская область)
Сираково (болг. Сираково) — село в Болгарии. Находится в Хасковской области, входит в общину Минерални-Бани. Население составляет 459 человек.

## Политическая ситуация
В местном кметстве Сираково, в состав которого входит Сираково, должность кмета (старосты) исполняет Иван  Харалампиев Паунов (Болгарский земледельческий народный союз (БЗНС)) по результатам выборов правления кметства.
Кмет (мэр) общины Минерални-Бани — Орхан Шабан Мюмюн (Движение за права и свободы (ДПС)) по результатам выборов в правление общины.